# Unteroestheim
Unteroestheim ist ein Gemeindeteil der Gemeinde Diebach im Landkreis Ansbach (Mittelfranken, Bayern). Unteroestheim liegt in der Gemarkung Oestheim.

## Geografie
Das Dorf liegt am Östheimer Mühlbach, einem rechten Zufluss der Tauber. Südwestlich des Ortes befindet sich neben dem Brühlfeld die Karstquelle Bodenloses Loch. 0,5 km nördlich erhebt sich der Mühlberg (437 m ü. NHN), 0,5 km östlich liegt das Poppenfeld. Eine Gemeindeverbindungsstraße führt nach Oberoestheim (0,8 km südlich) bzw. zur Staatsstraße 2419 (2 km westlich). Weitere Gemeindeverbindungsstraßen führen nach Bellershausen zur Staatsstraße 2247 (1,8 km nordöstlich) und über die Seemühle nach Diebach ebenfalls zur St 2247 (2,2 km nördlich).

## Geschichte
1801 hatte der Ort 20 Haushalte, von denen 15 der Reichsstadt Rothenburg und 5 Brandenburg-Ansbach untertan waren.
Mit dem Gemeindeedikt (frühes 19. Jahrhundert) wurde Oberoestheim dem Steuerdistrikt Gailnau zugewiesen. Wenig später war es Teil der neu gebildeten Ruralgemeinde Oestheim. Im Zuge der Gebietsreform in Bayern wurde Unteroestheim am 1. Mai 1978 nach Diebach eingemeindet.
Der Ort hatte einen Haltepunkt an der Bahnstrecke Steinach bei Rothenburg–Dombühl. 1971 wurde der Streckenteil, an dem u. a. auch dieser Haltepunkt lag, stillgelegt.

### Baudenkmäler
- Bellershauser Straße 2: Wohnstallhaus, erdgeschossig mit rückwärtigem Fachwerkgiebel, 18./19. Jahrhundert[7]
- Bellershauser Straße 3: Bauernhof; stattliches, eingeschossiges Wohnstallhaus, Fachwerkgiebel, 1830; zugehörig stattliche Walmdachscheune des ehem. Taferngutes.[7]

ehemalige Baudenkmäler
- Würzburger Straße 10: Bauernhof, eingeschossiges Wohnstallhaus, Fachwerk 1816.
- Mittelalterliches Steinkreuz am Weg nach Oberoestheim.

### Einwohnerentwicklung
| Jahr      | 1818  | 1840   | 1861   | 1871   | 1885   | 1900   | 1925   | 1950   | 1961   | 1970   | 1987  |
| --------- | ----- | ------ | ------ | ------ | ------ | ------ | ------ | ------ | ------ | ------ | ----- |
| Einwohner | †368  | 105    | †415   | 129    | 132    | *142   | *137   | *172   | *126   | *111   | 105   |
| Häuser    | †80   | 27     |        |        | 25     | *27    | *27    | *25    | *26    |        | 30    |
| Quelle    | [ 9 ] | [ 10 ] | [ 11 ] | [ 12 ] | [ 13 ] | [ 14 ] | [ 15 ] | [ 16 ] | [ 17 ] | [ 18 ] | [ 1 ] |

## Religion
Der Ort ist seit der Reformation evangelisch-lutherisch geprägt und bis heute nach St. Veit (Oberoestheim) gepfarrt. Die Einwohner römisch-katholischer Konfession sind nach St. Laurentius (Bellershausen) gepfarrt.